# Альтурас (Калифорния)
Альтурас (также Алтурас; англ. Alturas) — город на северо-востоке штата Калифорния (США). Административный центр округа Модок.

## История
До прихода европейцев на месте города располагалась деревня индейцев ачумави, которая называлась Косеалекте или Касалектави. Построенный европейцами населённый пункт изначально назывался Доррис-Бридж и Доррисвилл в честь Пресли и Джеймса Доррисов, которые построили в этом месте мост через реку Пит.
В 1871 году в Доррис-Бридж было открыто отделение почты. В 1874 году населённый пункт был переименован в Доррисвилл, а уже в 1876 году — в Альтурас, что в переводе с испанского означает «высоты». В 1874 году получил статус административного центра новообразованного округа Модок. По данным переписи 1880 года в Альтурасе проживали 148 человек. В 1901 году получил статус города.
10 января 1945 года в 30 милях к западу от города был сбит огненный воздушный шар.

## География и климат
Альтурас расположен на востоке центральной части округа, на берегу реки Пит, на высоте 1332 м. Горный хребет Уорнер-Маунтинс находится к востоку от города. Площадь Альтураса — 6,342 км², из них внутренние воды составляют 0,036 км² (0,57 %).
Климат города характеризуется влажной, холодной зимой и тёплым, засушливым летом. Средний максимум января составляет 5,3 °C; средний минимум: −8,6 °C. Средний максимум июля: 31,2 °C; средний минимум: 6,8 °C. Рекордная максимальная температура была зафиксирована 8 июля 2007 года и составила 42,2 °C. Рекордная минимальная температура (-36,7 °C) отмечалась 9 декабря 1972 года. Средний уровень осадков составляет около 310 мм.

## Население
По данным переписи 2010 года население города составляет 2827 человек. Расовый состав: белые (86,0 %); афроамериканцы (0,5 %); коренные американцы (2,9 %); азиаты (1,6 %); население островов Тихого океана (0,2 %); представители других рас (4,2 %) и представители двух и более рас (4,6 %). Доля лиц латиноамериканского происхождения всех рас составляет 12,3 %.
Из 1238 домашних хозяйств в 31,6 % — воспитывали детей в возрасте до 18 лет, 41,0 % представляли собой совместно проживающие супружеские пары, в 14,6 % хозяйств женщины проживали без мужей, в 5,3 % хозяйств проживали мужчины без женщин. 32,6 % от общего числа хозяйств на момент переписи жили самостоятельно, при этом 12,9 % составили одинокие пожилые люди в возрасте 65 лет и старше. В среднем домашнее хозяйство ведут 2,27 человек, а средний размер семьи — 2,85 человек.
Доля лиц в возрасте младше 18 лет составляет 24,8 %; в возрасте от 18 до 24 лет — 7,7 %; от 25 до 44 лет — 23,8 %; от 45 до 64 — 28,4 %; доля лиц старше 65 лет — 15,3 %. Средний возраст населения — 39,9 лет. На каждые 100 женщин приходится в среднем 92,7 мужчин; на каждые 100 женщин в возрасте старше 18 лет приходится 88,6 мужчин.
Динамика численности населения города по годам:
| 1930 | 1940 | 1950 | 1960 | 1970 | 1980 | 1990 | 2000 | 2010 |
| ---- | ---- | ---- | ---- | ---- | ---- | ---- | ---- | ---- |
| 2338 | 2090 | 2819 | 2819 | 2799 | 3025 | 3231 | 2892 | 2827 |

## Транспорт
Через город проходят автомобильные дороги US 395 и SR 299. Имеется железнодорожное сообщение. В 2 км к западу от центра города находится аэропорт Альтурас.